# Isopterygium exile
Isopterygium exile är en bladmossart som beskrevs av Jean Édouard Gabriel Narcisse Paris 1900. Isopterygium exile ingår i släktet Isopterygium och familjen Hypnaceae. Inga underarter finns listade i Catalogue of Life.